# Ерлангенський рукопис
Ерлангенський рукопис ( серб. Ерлангенски рукопис) — сербський кириличний рукопис, датований між 1716 і 1733 роками, який містить одну з найдавніших письмових збірок (217 пісень) епічної поезії, написаної сербською мовою.  Неназваний автор написав рукопис для австрійського воєначальника принца Євгена Савойського, губернатора в окупованій Габсбургами Сербії.  Він був виявлений у 1913 році германістом Еліасом фон Штайнмаєром в університетській бібліотеці в Ерлангені та глибоко вивчений Герхардом Геземанном, який використав його для своєї габілітації в 1921 році. Вперше вона була опублікована для публіки в Сремських Карловцях у 1925 році.
Ерлангенський рукопис — це суміш християнських і мусульманських пісень. Кількість мусульманських пісень у рукописі оцінюється в межах від 36 до 46. 